# Bayswater
Bayswater é uma área na cidade de Westminster, no oeste de Londres. É um distrito urbanizado com uma densidade populacional de 17.500 por quilômetro quadrado e está entre Kensington Gardens ao sul, Paddington ao nordeste e Notting Hill a oeste.
Grande parte de Bayswater foi construída no século XIX e consiste em ruas e praças ajardinadas ladeadas por terraços de estuque vitorianos; alguns dos quais foram subdivididos em apartamentos. Outros empreendimentos importantes incluem o Hallfield Estate, tombado como Grau II, com 650 apartamentos, projetado por Sir Denys Lasdun, e Queensway e Westbourne Grove, suas ruas comerciais mais movimentadas, com mistura de lojas e restaurantes independentes, boutiques e redes.
Bayswater também é uma área consideravelmente cosmopolitas em Londres: uma população local diversificada é complementada por uma alta concentração de hotéis. Além dos ingleses, há muitas outras nacionalidades. Grupos étnicos notáveis incluem gregos, franceses, americanos, irlandeses, italianos, brasileiros e árabes, entre outros.

## Etimologia
O nome Bayswater é derivado do nome de lugar de 1380 "Bayards Watering Place", que em inglês médio significava um bebedouro para cavalos ou o bebedouro que a família Bayard tinha.

## História
Historicamente, Bayswater estava localizada a oeste de Londres, na estrada de Tyburn em direção a Uxbridge . Era um vilarejo no século XVII próximo ao Kensington Gravel Pits . Ao final do século XVIII, Bayswater continuava sendo um assentamento, embora a gradual expansão de Londres para o oeste, em direção a Mayfair e Paddington, a tenha aproximado dos arredores da cidade. Durante a era da Regência, novos subúrbios foram construídos na pressa para lidar com a crescente população da cidade. Um importante desenvolvedor inicial em Bayswater foi Edward Orme, que construiu a Moscow Road e a St. Petersburgh Place, que ele nomeou em homenagem a Alexandre I da Rússia . Tanto Bayswater quanto Tyburnia, a leste, desenvolveram-se independentemente uma da outra. Ao longo das décadas subsequentes, os espaços abertos remanescentes foram sendo edificados, transformando-se numa zona urbana de ruas residenciais de alto padrão e praças arborizadas.

## Política
A área de Bayswater elege um total de seis vereadores para o Conselho Municipal de Westminster: três do bairro homônimo de Bayswater, e três do bairro de Lancaster Gate.
Após as eleições para o Conselho Municipal de Westminster em 2022, cinco membros pertencem ao Partido Trabalhista e um ao Partido Conservador, com Bayswater sendo totalmente representado pelo Partido Trabalhista e Lancaster Gate dividido entre os dois partidos. Lancaster Gate pode ser considerado um distrito marginal.

## Estações de metrô
As estações de metrô mais próximas são Bayswater, Queensway, Royal Oak e Lancaster Gate.

## Pontos de interesse
- Jardins de Kensington
- St Sophia's Cathedral
- The Mitre, Bayswater
- Whiteleys Shopping Centre (em reconstrução)